# Vòng loại Giải vô địch bóng đá nữ CONCACAF 2014
Vòng loại Giải vô địch bóng đá nữ CONCACAF 2014 được tổ chức nhằm tìm ra các đội tuyển tham dự vòng chung kết tại Hoa Kỳ. México được đặc cách vào thẳng vòng chung kết.

## Vòng loại Trung Mỹ
Đội đầu mỗi bảng lọt vào vòng chung kết.

### Bảng 1
| VT | Đội           | ST | T | H | B | BT | BB | HS  | Đ | Giành quyền tham dự                                          |
| -- | ------------- | -- | - | - | - | -- | -- | --- | - | ------------------------------------------------------------ |
| 1  | Guatemala (H) | 3  | 3 | 0 | 0 | 9  | 2  | +7  | 9 | Giải vô địch CONCACAF Play-off Đại hội Thể thao Liên châu Mỹ |
| 2  | Panama        | 3  | 2 | 0 | 1 | 17 | 3  | +14 | 6 |                                                              |
| 3  | Honduras      | 3  | 1 | 0 | 2 | 11 | 7  | +4  | 3 |                                                              |
| 4  | Belize        | 3  | 0 | 0 | 3 | 1  | 26 | −25 | 0 |                                                              |

| Honduras                                                                            | 8–0      | Belize |
| ----------------------------------------------------------------------------------- | -------- | ------ |
| Alarcón 2', 34', 45', 58' · Rodríguez 13' · Amaya 25' · Umanzor 28' · Castellón 36' | Chi tiết |        |

| Guatemala         | 1–0      | Panama |
| ----------------- | -------- | ------ |
| M. Monterroso 24' | Chi tiết |        |

| Belize      | 1–13     | Panama |
| ----------- | -------- | --- |
| Pollard 17' | Chi tiết | Johnson 6' · Gamboa 7' (l.n.) · Mills 31' · Cox 38', 55', 71', 82' · Sotillo 59' · De Mera 69', 90', 90+2' · Dow 73' · Vernon 77' |

| Guatemala                                            | 3–2      | Honduras               |
| ---------------------------------------------------- | -------- | ---------------------- |
| C. Monterroso 8' · M. Monterroso 45+1' · Barrera 77' | Chi tiết | Alarcón 61' · Hall 85' |

| Panama                            | 4–1      | Honduras            |
| --------------------------------- | -------- | ------------------- |
| Mills 18' · De Mera 22', 66', 72' | Chi tiết | Amaya 90+3' (ph.đ.) |

| Guatemala                                                          | 5–0      | Belize |
| ------------------------------------------------------------------ | -------- | ------ |
| Barrera 10', 32' · Recinos 55' · Ramírez 72' (l.n.) · Martínez 77' | Chi tiết |        |

### Bảng B
| VT | Đội         | ST | T | H | B | BT | BB | HS | Đ | Giành quyền tham dự                                          |
| -- | ----------- | -- | - | - | - | -- | -- | -- | - | ------------------------------------------------------------ |
| 1  | Costa Rica  | 2  | 2 | 0 | 0 | 7  | 0  | +7 | 6 | Giải vô địch CONCACAF Play-off Đại hội Thể thao Liên châu Mỹ |
| 2  | El Salvador | 2  | 1 | 0 | 1 | 2  | 4  | −2 | 3 |                                                              |
| 3  | Nicaragua   | 2  | 0 | 0 | 2 | 0  | 5  | −5 | 0 |                                                              |

| Nicaragua | 0–2      | El Salvador               |
| --------- | -------- | ------------------------- |
|           | Chi tiết | González 67' · Quélez 86' |

| El Salvador | 0–4      | Costa Rica                                                      |
| ----------- | -------- | --------------------------------------------------------------- |
|             | Chi tiết | Acosta 15' · R. Rodríguez 43' · Alvarado 50' · L. Rodríguez 51' |

| Costa Rica                                          | 3–0      | Nicaragua |
| --------------------------------------------------- | -------- | --------- |
| R. Rodríguez 14' · Alvarado 19' · G. Villalobos 72' | Chi tiết |           |

### Play-off Đại hội Thể thao Liên châu Mỹ
| Guatemala | 0–3      | Costa Rica                             |
| --------- | -------- | -------------------------------------- |
|           | Chi tiết | Alvarado 13' · R. Rodríguez 35', 90+2' |